# La història del Ferdinando
La història del Ferdinando (The Story of Ferdinand) (1936) és l'obra més coneguda de l'escriptor dels EUA Munro Leaf, il·lustrada per Robert Lawson. Aquest llibre infantil conta la història d'un brau que prefereix olorar les flors que lluitar en corregudes de toros. Seu al mig de la plaça sense fer cas de cap de les provocacions del torero i altres persones per a envestir. N'hi ha una traducció catalana (2016).

## Argument
Al jove Ferdinando no li agrada lluitar contra els altres vedells. S'estima més jeure sota un arbre i olorar les flors. A sa mare li preocupa que sigui un solitari i mira de convèncer-lo que jugui amb els altres vedells, però quan veu que Ferdinando està content com és el deixa estar.
Quan els vedells creixen, Ferdinando resulta ser el més gros i el més fort dels joves braus. Tots els altres toros somien ser triats per a anar a la correguda a Madrid, però Ferdinando s'estima més olorar flors. Un dia venen cinc homes a la pastura per a triar toros per a les corregudes. Ferdinando va a la seva ensumant flors, però accidentalment s'asseu sobre una abella. En ser picat, corre salvatgement pel camp, esbufegant i potejant. Prenent Ferdinando per un toro boig i agressiu, els homes el rebategen "Ferdinando el Feroç" i se l'emporten a Madrid.
Totes les senyores boniques de Madrid apareixen per veure com el torero ben plantat toreja "Ferdinando el Feroç". Tanmateix, quan Ferdinando és dut a la plaça, s'encanta amb les flores que porten les senyores als cabells, i s'ajeu al mig de la plaça per a gaudir-ne. Amb això enutja i decep a tothom. Els banderillers estan trasbalsats, i els  picadors encara més, i el torero ho està tant que esclafeix a plorar perquè no pot exhibir-se amb la capa o l'espasa. Llavors s'emporten Ferdinando de nou a la pastura, on avui encara olora flors.

## Publicació
La primera edició del llibre per Viking Press en 1936 va vendre 14.000 exemplars a un dòlar cada un. L'any següent les vendes van augmentar a 68.000, i en 1938 el llibre en venia 3.000 per setmana. Aquell any va superar en vendes Allò que el vent s'endugué i esdevingué el llibre més venut als Estats Units.
Es diu que Leaf va escriure la història d'un rampell una vesprada de 1935, sobretot per a proporcionar al seu amic, l'il·lustrador Robert Lawson (llavors relativament desconegut), una via per a mostrar el seu talent.
El paisatge en què Lawson situa el Ferdinando de ficció és més o menys real. Lawson reprodueix fidelment la vista de la ciutat de Ronda a Andalusia per a les il·lustracions de Ferdinand sent dut a Madrid en un carro: hi veiem el Puente Nuevo sobre la gorja del riu Tajo. La pel·lícula de Disney va afegir algunes vistes molt acurades de Ronda i el Puente Romano i el Puente Viejo al principi de la història, en què les imatges de Lawson eren més lliures. A Ronda hi ha la plaça de toros més antiga d'Espanya encara en ús; això podria haver estat una raó perquè Lawson fes servir el seu entorn com a escenari per a la història. Si bé la majoria de les il·lustracions són realistes, Lawson hi va afegir tocs de fantasia, posant-hi, per exemple, grapats de taps de suro, com trets d'una ampolla, creixent en la surera com si fossin fruits.
El llibre s'ha traduït a més de 60 llengües, i almenys fins al 2002 no ha estat mai descatalogat. El 2000 l'editorial David R. Godine en va publicar una versió en llatí amb el títol de Ferdinandus Taurus.
El 2014, un exemplar de la primera edició es va vendre en una subhasta per 16.500 dòlars.

## Recepció
En 1938, la revista Life va descriure Ferdinand com "el clàssic juvenil més gran des de Winnie the Pooh" i va suggerir que "tres de cada quatre adults compren el llibre en gran part per al seu propi plaer i entreteniment." L'article també afirmava que Ferdinand havia estat acusat de ser un símbol polític, i que "lectors massa subtils veuen de tot en Ferdinand, d'un feixista a un pacifista a un vaguista burlesc en una seguda". Altres van etiquetar l'obra com a "promotora del feixisme, l'anarquisme i el comunisme". El Cleveland Plain Dealer va acusar el llibre de "corrompre la joventut d'Amèrica", mentre que el New York Times va minimitzar les possibles al·legories polítiques, insistint que el tema del llibre era la fidelitat a un mateix.
El llibre va ser publicat nou mesos abans de l'esclat de la Guerra Civil espanyola, i fou vist per molts seguidors de Francisco Franco com un llibre pacifista. Va ser prohibit en molts països, inclosa Espanya (on va restar prohibit fins després de la mort de Franco). En l'Alemanya Nazi, Adolf Hitler va ordenar cremar el llibre (com a "propaganda democràtica degenerada"), mentre que va ser l'únic llibre infantil nord-americà disponible a la venda en la Polònia estalinista. Va rebre elogis de Thomas Mann, H. G. Wells, Gandhi, i Franklin i Eleanor Roosevelt. Després de la derrota d'Alemanya de 1945 en la Segona Guerra Mundial, se'n van publicar ràpidament 30.000 exemplars, que foren distribuïts gratuïtament als infants del país per a promoure la pau.
Als Estats Units el llibre era tan popular amb el públic en els anys 1930 que va ser utilitzat en diversos productes comercials, des de joguines fins als cereals d'esmorzar Post Toasties.
En 1951, la revista Holiday va publicar una història per a infants d'Ernest Hemingway titulada The Faithful Bull ("El brau fidel"). Aquesta història s'ha interpretat com una "refutació" al llibre de Leaf.
Segons un acadèmic, el llibre travessa línies de gènere perquè proposa un personatge amb qui tant nens com nenes poden establir un lligam.

## Llegat
"Ferdinand" va ser el nom en clau triat pels guardacostes australians en la Segona Guerra Mundial per Eric Feldt, el comandant de l'organització: 
| « | Ferdinand... no va lluitar sinó que va seure sota un arbre i simplement va olorar flors. Es tractava d'un recordatori als guardacostes que el seu deure no era lluitar i, per tant, atraure l'atenció cap a ells mateixos, sinó seure amb circumspecció i discreció, arreplegant informació. Per descomptat, com el seu prototip titular, poden lluitar si són picats. | » |